# Фридрих II фон Хайдек
Фридрих II фон Хайдек (на немски: Friedrich II, Herr zu Heideck-Lichtenau; * ок.1350/1355; † 9 май 1423) е господар на Хайдек-Лихтенау, майор в Нюрнберг.

## Произход
Той е син на граф Фридрих I фон Хайдек († 1374) и втората му съпруга Аделхайд фон Хенеберг († 1369), дъщеря на граф Хайнрих VI фон Хенеберг-Ашах († 1355/1356) и първата му съпруга София фон Кефернбург († 1358). Брат е на Йохан II фон Хайдек († 3 юни 1429), епископ на Айхщет (1415 – 1429).

## Фамилия
Първи брак: пр. 25 август 1367 г. с Беатрикс фон Тек († сл. 22 юли 1422, погребана в манастир Пиленройт), дъщеря на херцог Фридрих III фон Тек († 1390) и графиня Анна фон Хелфенщайн-Блаубойрен († 1392). Те имат децата:
- Мария фон Хайдек († сл. 1393)
- Йохан I фон Хайдек († 15 октомври/26 ноември 1425), кмет на Регенсбург, женен I. 19 януари/19 юни 1385 г. за графиня Анна фон Хенеберг-Шлойзинген(† сл. 1409/1415), II. на 13 юни 1415 г. за Ана фон Лойхтенберг († 1417), III. пр. 27 ноември 1417 г. за Агнес фон Валдбург († 13 август 1454/10 януари 1460)
- Елизабет фон Хайдек († 2 февруари 1445)

Втори брак: сл. 22 юли 1422 г. с Вилбург фон Шварцбург († сл. 2 май 1426), дъщеря на граф Хайнрих XV фон Шварцбург-Лойтенберг († 1402) и Анна фон Плауен († 1412). Бракът е бездетен.
Вдовицата му Вилбург фон Шварцбург се омъжва втори път на 23 октомври 1424 г. за Хайнрих VIII „Стари“ фон Гера (* 5 март 1404; † 16 юни 1426, битка при Аусиг), фогт на Гера-Бургк-Райхенфелс, син на Хайнрих VII фон Гера (1341 – 1420).